# Masud Dżamszidi
Masud Dżamszidi (pers.  مسعود جمشیدی; ur. 13 marca 1977) – irański zapaśnik w stylu wolnym. Zajął 18 miejsce na mistrzostwach świata w 1999. Brązowy medalista mistrzostw Azji w 2000. Czwarty w Pucharze Świata w 1998. Drugi w Pucharze Azji i Oceanii w 1997. Brązowy medal na mistrzostwach wojskowych w 1997. Trzeci w igrzyskach dobrej woli w 1998. Wicemistrz świata juniorów z 1997, brąz w 1994 roku.